# فرانكو ياماس
فرانكو ياماس (بالإسبانية: Franco Llamas)‏ هو لاعب كرة قدم أرجنتيني في مركز الهجوم، ولد في 4 يناير 1990.